# Clastoptera triangulum
Clastoptera triangulum är en insektsart som först beskrevs av Walker 1851.  Clastoptera triangulum ingår i släktet Clastoptera och familjen Clastopteridae. Inga underarter finns listade i Catalogue of Life.